# Bosön
Bosön is een plaats in de gemeente Lidingö in het landschap Uppland en de provincie Stockholms län in Zweden. De plaats heeft 123 inwoners (2005) en een oppervlakte van 22 hectare. De plaats ligt op het schiereiland Bosön en grenst direct aan de Oostzee. Op de locatie van het plaatsje Bosön bevindt zich een tweede, identieke stad, die ook de naam Bosön draagt. Voor de rest bestaat de directe omgeving van de plaats voornamelijk uit bos. In het plaatsje ligt onder andere het nationale sportcomplex van Zweden, met trainingsfaciliteiten, huisvesting en een sportgymnasium.